# Antestor

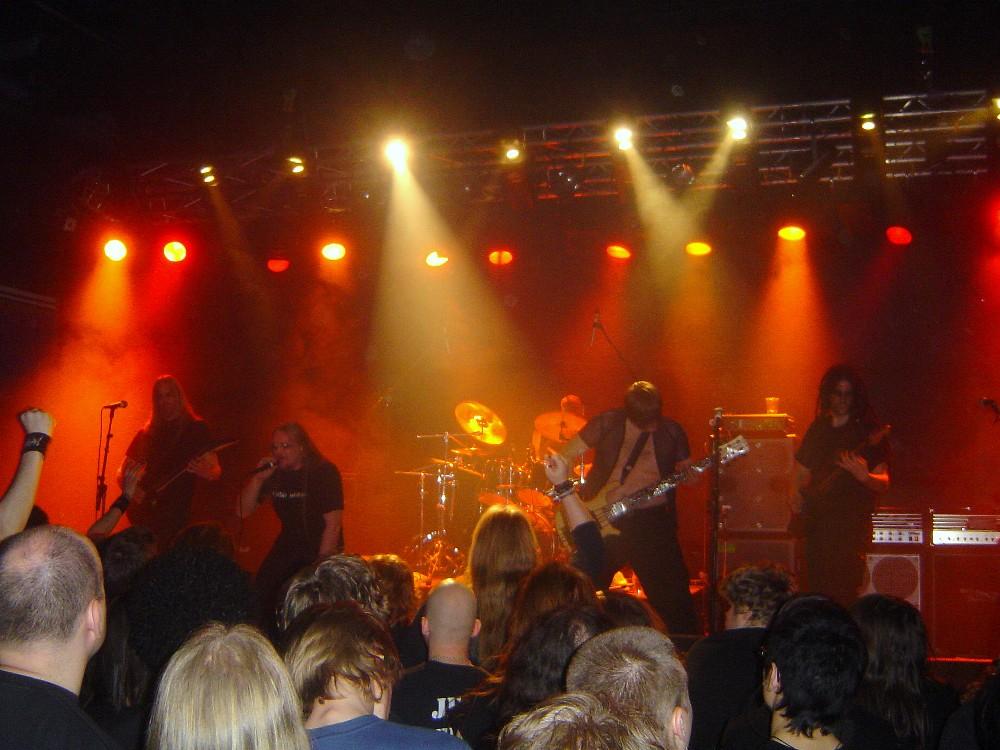
Antestor in 2007

Antestor is een Noorse unblackmetalband opgericht in 1990.
In 1995 moet het debuutalbum Martyrium verschijnen, maar hun toenmalige label laat Antestor in de steek.
In 1998 tekent de band een contract met het Britse label Cacophonous Records. Op het album The Return of the Black Death toont de band openlijk sympathie voor het christelijk geloof. Enkele jaren later verschijnt Martyrium alsnog via een ander label. De sporadische liveoptredens van de band in Scandinavië worden altijd goed bezocht en doen regelmatig een hoop stof opwaaien.
In de blackmetalscene wordt gediscussieerd over de christelijke thema's van Antestor – iets dat veel bands en fans als onacceptabel beschouwen. In 2004 besluit Antestor de studio in te gaan met drummer Hellhammer van de populaire blackmetalband Mayhem en nemen ze gezamenlijk het album The Forsaken op, dat in de Benelux wordt uitgebracht door het label Fear Dark.

## Bezetting
- Vrede - Zang
- Vemod - Gitaar, achtergrondzang
- Gard - Bas
- Sygmoon - Keyboard
- Hellhammer - Drums

## Discografie
- 1993 - Despair (demo)
- 1994 - Martyrium
- 1996 - Northern Lights (split)
- 1998 - Kongsblod (demo)
- 1998 - The Return of the Black Death
- 2003 - The Defeat of Satan (compilatie)
- 2004 - Det Tapte Liv (ep)
- 2005 - The Forsaken
- 2012 - Omen